# Black Earth
Black Earth er det første album fra det svenske melodiske dødsmetalband Arch Enemy der blev udgivet i 1996 og genudgivet i 2007.

## Numre
1. "Bury Me an Angel" – 3:40
2. "Dark Insanity" – 3:16
3. "Eureka" – 4:44
4. "Idolatress" – 4:56
5. "Cosmic Retribution" – 4:00
6. "Demoniality" – 1:19
7. "Transmigration Macabre" – 4:09
8. "Time Capsule" – 1:09
9. "Fields of Desolation" – 5:31
10. "Losing Faith" – 3:16
11. "The Ides of March" – 1:46 (Iron Maiden-cover)
12. "Aces High" – 4:23 (Iron Maiden-cover)

"Losing Faith" og "The Ides of March" er bonusnumre på genudgivelsen fra Century Media og Regain. Regain udgaven har også sangen "Aces High". 